# L'ultimo padrino
L'ultimo padrino (The Last Don) è un romanzo scritto da Mario Puzo, pubblicato nel 1996. Ne è stato tratta una miniserie televisiva omonima nel 1997.

## Trama
Quogue, 1965.
Domenico Clericuzio, il più potente e temuto capomafia siculostatunitense, battezza i giovani nipotini, Crocifisso De Lena e Dante Clericuzio, nella propria villa principesca. È trascorso un anno dalla guerra contro i nemici della Famiglia Santadio, il clan rivale in affari dei Clericuzio e il sessantenne padrino decide che finalmente i tempi sono maturi per ritirarsi esclusivamente nella società legale. La sua organizzazione criminale si limiterà solo a mediare le contese tra gli altri don e a gestire i loro patrimoni su commissione, pertanto dopo l'incontro con i principali capimafia assegna nuovi incarichi ai figli e ai luogotenenti di sempre: Giorgio comprerà alcune aziende di investimenti nella celebre Wall Street dove riciclerà denaro su vasta scala, Petie avrà la responsabilità di un'azienda di costruzione e dell'Enclave del Bronx, il luogo dove i Clericuzio reclutano i soldati, Vincent gestirà una catena di ristoranti italiani e Joseph De Lena, il figlio della sorella, andrà a Las Vegas a lavorare allo Xanadu Hotel di mister Alfred Gronevelt, servendo la Famiglia come luogotenente dotato di ampia autonomia. A Virginio Ballazzo, membro di rilievo della Famiglia con il rango di bruglione, affida la gestione di una sua Famiglia, garantendogli molte libertà ma anche una sorveglianza ristretta, mentre a David Redfellow, il signore della droga, compra una banca a Roma perché segua da vicino gli affari della Famiglia in Italia.
Anni dopo, nel 1990, quando i suoi figli hanno tutti ruoli di gestione in società e aziende redditizie con pochi interessi criminosi, il vecchio padrino è soddisfatto dei risultati che il suo piano sta fruttando, anche grazie alle abili manovre del senatore del Nevada Walter Wavven, spalleggiato abilmente da Alfred Gronevelt. Questo eccentrico personaggio infatti costituisce una rara opportunità per promuovere una legislazione robusta con cui legalizzare il gioco d'azzardo in tutti gli Stati Uniti, garantendo ai Clericuzio guadagni di gran lunga superiori.
Tuttavia, ha inizio una serie di avvenimenti che spingeranno don Domenico ad alterare alcune mosse per perseguire con successo i suoi tenaci obiettivi.
Cross De Lena, il figlio di Pippi, si innamora infatti di Athena Aquitane, la grandiosa diva del cinema del momento con cui inizia una relazione coinvolgente. Athena è perseguitata dal marito, Boz Skannet, un ricco banchiere del Texas invidioso della bellezza, dell'intelligenza e della realizzazione personale della moglie che non vede da dieci anni, tanto che per paura nei suoi riguardi si rifiuta di tornare sul set per lavorare sul costosissimo film Messalina, la cui sceneggiatura è firmata da Claudia De Lena, la figlia minore di Pippi, per nulla coinvolta negli affari della Famiglia.
Erede del rango di bruglione dell'Ovest, ovvero dello statuto di luogotenente principale precedentemente ricoperto dal padre, Cross investe una somma considerevole per l'acquisto del film sottraendolo all'influente produttore Eli Marrion, e scopre che Athena non è sufficientemente protetta dalle manie del folle marito. Avvalendosi di Lia Vazzi, il principale assassino dei Clericuzio, e di Leonardo Sossa, un abile falsario, Cross cattura Skannet e gli fa firmare alcune lettere, e poi lo impicca a un albero, facendo passare la sua uccisione per un suicidio. Alla notizia che l'attrice è tornata al lavoro, Marrion minaccia Cross di denunciarlo in tribunale se non gli restituirà il film: poiché don Domenico proibisce ai membri della Famiglia di risolvere i problemi per mezzo del tribunale, il giovane accetta e si accontenta di gestire lo Xanadu Hotel che mister Gronevelt gli ha lasciato in eredità morendo.
Agli occhi del padrino, il fatto che Cross abbia agito di sua iniziativa e senza permesso costituisce un segnale d'allarme, ma per i Clericuzio si presentano guai anche peggiori di questo.
Dante Clericuzio, figlio di Rose Marie, la figlia del Don che da anni soffre di fortissimi attacchi di isteria a causa della morte del fratello Silvio e del marito, uccisi durante la guerra contro i Santadio, dimostra di essere un assassino brutale e feroce che trae piacere dal seminare morte e agendo in maniera rischiosa durante le missioni, agendo consapevolmente contro le direttive del nonno, il quale teme la sua natura selvaggia più delle qualità dei nipoti Pippi e Cross.
Dopo che la Famiglia Clericuzio ha ucciso con astuzia e ferocia gli ultimi criminali che tramavano per danneggiare i propri interessi servendosi sempre di Pippi, apprezzato da Don Domenico per le sue capacità di organizzatore e di gestore del personale, una grave minaccia si abbatte sulla Famiglia: lo stesso Pippi viene sorpreso e assassinato apparentemente in una rapina da un narcotrafficante di mezza tacca nero, a sua volta ucciso dall'agente di polizia corrotto Jim Losey, da anni pagato dai Clericuzio. L'intera Famiglia lo piange con rammarico, ma Cross non è convinto delle circostanze della morte del genitore.
Su invito di Rose Marie, ricoverata in ospedale dopo una nuova crisi isterica, Cross si reca a Quogue e si fa raccontare dal padrino in persona la storia della guerra contro i Santadio, di cui scopre i molti dettagli sconvolgenti. Nella Famiglia rivale, infatti, vi era un certo Jimmy, primogenito di Don Santadio, il quale aveva una relazione clandestina con Rose Marie, che voleva sposare. Ma i fratelli minori, convinti che un matrimonio con la figlia di don Domenico sarebbe stata un'umiliazione imperdonabile, uccisero Silvio Clericuzio, il figlio prediletto di Don Domenico. Il Padrino, sebbene affranto dalla morte inaspettata del figlio, riconosceva l'innocenza di Santadio, e acconsentì alle sue nozze con la figlia, rimasta incinta. Nonostante il consenso, rifiutò di partecipare al matrimonio, vietandolo anche ai figli, fatta eccezione per Pippi, che incaricò di portare all'altare la cugina come impone la tradizione italiana.
L'approvazione alle nozze si rivelava in realtà una trappola: il Padrino aveva espresso privatamente una sentenza di morte, e affidò a Pippi il comando dello sterminio completo dei Santadio, Jimmy compreso. Il mafioso si rivelò chiaro: se fosse stato scoperto, il nipote si sarebbe dovuto accollare ogni colpa relativa all'eccidio, negando che l'ordine fosse stato impartito dallo zio. A matrimonio appena finito, Pippi guidò l'assalto insieme ai cugini Giorgio, Petie e Vincent a casa Santadio, sterminandone la famiglia, incluso il malaticcio Don Santadio. L'unica a sopravvivere fu Rose Marie, che si ammalò di isteria per il troppo dolore, mettendo al mondo Dante.
Cross intuisce la colpevolezza di Dante e progetta insieme a Lia Vazzi l'omicidio del cugino e di Jim Losey, del quale Dante era il referente per conto dei Clericuzio. In occasione della presentazione di Messalina, allo Xanadu Hotel ha luogo una grande festa a cui i più alti personaggi hollywoodiani partecipano in grande pompa, e Cross ne approfitta per invitare Dante e Losey. Le due esecuzioni si svolgono come previsto, lontane dalla minima attenzione, e le due vittime vengono scaricate in mare, letteralmente in pasto ai pesci.
Scoperto immediatamente da Don Domenico e dai figli, Cross viene punito con la vendita della sua quota dello Xanadu, e con l'allontanamento dagli affari della Famiglia Clericuzio.
In realtà, la morte di Dante è stata orchestrata in maniera subdola ed efficiente dallo stesso padrino, che aveva intuito la pericolosità del nipote e la sua colpevolezza nell'uccisione di Pippi: temendo per la vita di Cross, lo ha messo al corrente della storia della guerra contro i Santadio perché vendicasse la morte del genitore, garantendo in tal modo una tangibile e pacifica transizione della stirpe dei Clericuzio nella legalità, a cui Dante si sarebbe astutamente opposto.
Mentre i Clericuzio ancora una volta mentono alla povera Rose Marie circa il destino del figlio, Cross si trasferisce in Francia insieme ad Athena Aquitane per curare la figlia, Bethany Skannet, una graziosa bambina malata di autismo.

## Personaggi

### Domenico Clericuzio
Domenico Clericuzio nasce in Sicilia agli inizi del Novecento, ultimo erede di una delle più potenti e crudeli famiglie mafiose la cui storia si contraddistingue per la ferocia e la mancanza di pietà verso i rivali. Fervente cattolico, viene educato secondo i principi contadini tradizionali del suo paese, e preparato per essere un capofamiglia rigoroso nei principi e intransigente allo stesso modo con i nemici che con gli amici, se necessario. Durante gli anni del Fascismo italiano, la Famiglia Clericuzio subisce un durissimo colpo e rischia di sparire nel nulla: Benito Mussolini, infatti, sale al potere e si accanisce contro Cosa Nostra a seguito di un furto di un ombrello e un cappello di importazione inglese durante il suo soggiorno a Palermo. E i responsabili dello scempio sono proprio i Clericuzio, i quali desideravano far fare al Duce la figura del pagliaccio. Mentre il clan cade sotto i colpi del regime fascista, contando uccisioni e arresti, il giovane Domenico viene mandato a New York insieme alla sorella più giovane, perché all'età giusta ristabilisca il potere della famiglia. Pur considerando nemico il governo, secondo la più antica tradizione siciliana, da sempre oppressa da politici ambiziosi e burocrati corrotti, il siciliano apprezza l'America per il suo profondo senso civico e la filosofia secondo la quale è meglio lasciare libero un colpevole piuttosto che incarcerare cento innocenti. Qui, secondo metodi imprenditoriali, costruisce una famiglia con interessi in buona parte delle attività illegali di New York e dintorni, specie nel settore della droga, del gioco d'azzardo, e dell'industria turistica. Giovane e temutissimo padrino di Cosa Nostra, si sposa e ha cinque figli: Giorgio, Petie, Vincent, Silvio e la dolce e bella Rose Marie. Tuttavia, la moglie muore giovane, e alcuni anni dopo perde anche la sorella, della quale accoglie il figlio, Joseph "Pippi" De Lena, nella cerchia dei propri amati figli ed eredi, coinvolgendolo come suo fidato consigliere e brillante esecutore e condottiero nelle attività famigliari. In seguito, con la crescita del potere della famiglia e dei suoi giri di affari, Don Domenico delega sempre più ai figli le principali mansioni e dirigenze degli affari, oltre che la reggenza di numerose società di copertura. Nel 1964, dopo una lunga crisi diplomatica e un conflitto d'interessi, entra in guerra contro la Famiglia Santadio, ed è quasi sul punto di ordinare l'eliminazione definitiva di questo clan, quando però interviene la figlia Rose Marie, che si innamora di uno dei figli del padrino rivale, il giovane Jimmy, che la ricambia. Domenico tenta la mediazione, ma fallisce per l'ostinazione dei Santadio, al punto che il figlio Silvio viene coinvolto dalla sorella perché il padre riprenda le trattative per consentire il matrimonio. Il giovane Clericuzio accetta di aiutare la sorella, ma all'uscita di un motel viene assalito e assassinato barbaramente dai fratelli Fonsa e Italo Santadio, umiliati all'idea che una Clericuzio possa sposare il loro fratello maggiore. Affranto dall'inaspettato dolore, Domenico ordina la rappresaglia definitiva contro i Santadio. Dal momento che Rose Marie è rimasta incinta, sebbene ancora nubile e in contrasto con i principi cattolici a cui lui è devoto, acconsente alle nozze tra i due giovani ma rifiuta di parteciparvi, e proibisce l'intervento dei figli, concedendo però al nipote Pippi di fare da testimone. In realtà, il padrino vuole servirsi dello sposalizio per colpire i Santadio al cuore, e incarica il giovane De Lena di guidare i suoi figli all'interno della villa e sterminarne l'intero clan rivale. Ma l'ordine di Domenico è perentorio: se Pippi verrà scoperto, dovrà assumersi tutta la colpa senza fare menzione del capomafia. L'operazione è un successo: terminate le nozze, De Lena e i suoi tre cugini entrano nella villa e uccidono Don Santadio, Fonsa e Italo, e infine il giovane Jimmy. Ma, quando tutta questa tragedia finisce, Rose Marie impazzisce per il dolore e intuisce il coinvolgimento dei suoi parenti, sprofondando in un trauma da cui non si riprenderà. Dall'eccidio dei Santadio fino all'anno successivo, Don Domenico rafforza il potere dei Clericuzio sul crimine organizzato d' America, e decide di trasferirlo nel mondo legale, ritirandosi ufficialmente dal proprio status, affidando il potere decisionale al primogenito Giorgio. Negli anni, si affeziona al nipote Dante, figlio di Rose Marie e Jimmy Santadio, sperando di farne il proprio erede, e manda Pippi a Las Vegas con il rango di Bruglione dell'Ovest. All'inizio degli anni novanta affronta la morte del nipote Pippi, ucciso da Dante per vendicare il padre, e che viene a sua volta ucciso da Crocifisso "Cross" De Lena, il figlio di Pippi. Il don punisce il pronipote allontanandolo dalle attività della Famiglia, e facendogli pagare una forte quota di denaro. Muore per cause naturali nella sua villa di Quogue.

### Nalene Jessup
Nalene Jessup nasce nel 1947 e da ragazza si dedica alla carriera di ballerina allo Xanadu Hotel di Mr Alfred Gronevelt, interessandosi anche ai libri e alla cultura, oltre che alla politica. Durante un'esibizione conosce Joseph De Lena, nipote di Domenico Clericuzio, il mafioso più potente di New York, che sposa appena dopo una settimana in una cappella di Las Vegas. Moglie e marito sono opposti, ma il loro rapporto rimane solido per molti anni: Nalene è amante di cinema, teatro, lirica, libri, politica, mentre invece Pippi è più amante della caccia, della lotta, e non ha il minimo interesse per ciò che invece affascina la moglie. Ciò che li accomuna è la passione per il ballo. Dalla loro unione nascono due figli, ad un anno di distanza l'uno dall'altra: Crocifisso, che prende le sembianze della madre ma la tempra del padre, e Claudia, che somiglia fisicamente al padre ma caratterialmente alla madre. Pippi inonda la moglie di doni e le permette ogni agiatezza, ma le nasconde abilmente il fatto di essere un mafioso e la sudditanza a cui la sottopone. Le permette di viaggiare in Europa con le amiche, ma le nega soltanto di usare la carta di credito. Lei stessa si domanda il perché di tanta libertà, e giunge alla conclusione che nessuno oserebbe farle la corte per via del rispetto intimorito che la gente prova per il marito. Laureata con lode all'Università del Nevada, Nalene cresce i figli con affetto, ma inizia a nutrire sospetti per Pippi: troppa disponibilità economica, troppi viaggi per affari su cui lui non discute, troppa considerazione da parte dello zio Domenico Clericuzio. E i metodi educativi che sfodera verso i bambini sono a volte brutali e a volte comunque troppo rigorosi. Consapevole dei suoi tradimenti e ormai lontana dal provare passione per lui, Nalene assiste al processo a carico del marito per l'omicidio di Danny Fuberta, un imbroglione che ha truffato i Clericuzio, ma il mafioso viene assolto dall'accusa. Lei coglie l'occasione per annunciare il desiderio di divorziare da lui, avendo compreso ormai tutto di lui e del suo potere, e dichiara di volersi portare via i figli, inorridita al pensiero che possano crescere e diventare come lui. Minacciata in maniera magistrale e terrorizzante dal marito, permette a Cross di rimanere con lui, prendendosi solo Claudia. Trasferitasi a Sacramento, diventa insegnante e perde completamente di vista l'ex marito e i Clericuzio, continuando a ricevere le visite del figlio. Muore di tumore nel 1990, e proibisce ai Clericuzio di partecipare al suo funerale.

### Alfred Gronevelt
Alfred Gronevelt nasce in Svezia nei primi anni del Novecento e si trasferisce a Las Vegas, negli Stati Uniti, dove con gli anni diviene il severo ma affabile gestore dello Xanadu Casino Hotel, uno dei più prestigiosi hotel con casinò di tutto il Nevada e degli Stati Uniti, in cui ospita VIP di primo piano: dalla gente del cinema ai finanzieri, dai politici ai più grandi legislatori. Adescatore e ruffiano dilettante, complice di omicidi, giocatore e corruttore di uomini politici, Gronevelt gode della protezione di Don Santadio, uno dei più potenti mafiosi italoamericani, sotto cui prospera grandemente fino al giorno in cui, nel 1964, la Famiglia Clericuzio, il temibile clan siciliano rivale, lo uccide insieme a tutti i figli nella loro villa opulenta. Don Domenico, capo del clan Clericuzio, intuisce l'acume dello svedese, e gli propone di lavorare al suo servizio, cedendo a lui la quota appartenuta ai Santadio, e associando Pippi De Lena alla sua attività. Negli anni seguenti, durante i quali i suoi affari continuano a prosperare, Gronevelt avvicina il politico Walter Wavven, governatore del Nevada, e investe su di lui soldi e speranze circa l'ampliamento e il miglioramento degli affari relativi all'industria del turismo e a quella del gioco d'azzardo. Quando però gli uccidono la figlia, Wavven si dà al bere e si lascia andare senza più dignità, inducendo Gronevelt alla preoccupazione. Lo stesso albergatore individua la soluzione al problema: se l'assassino della figlia, il giovane Theo ed ex fidanzato della ragazza dichiarato innocente in quanto "incapace di intendere e di volere a causa della fidanzata traditrice", verrà ucciso, il governatore si riprenderà e accetterà di candidarsi al Senato per meglio continuare a servire i suoi soci in affari. Dopo aver risolto l'affare Wavven, Gronevelt accoglie allo Xanadu il giovane Crocifisso De Lena, figlio di Pippi, al quale lascia in eredità l'hotel, e insegnandogli tutti i misteri del gioco e della gestione del suo impero. Muore nel 1990, a quasi novant' anni.

### Rose Marie Clericuzio
Rose Marie Clericuzio è la giovane e bella figlia del temuto padrino della Mafia Domenico Clericuzio di Quogue, dal quale è particolarmente amata. Da ragazza si innamora del freddo e crudele cugino Pippi, di cui è attratta per via della sua espansività e dell'amore per la vita e le feste mondane, ma da cui è rispettosamente e prudentemente tenuta a distanza in quanto figlia del padrino, molto severo in queste cose. Tra i suoi fratelli, quello con cui entra molto in sintonia è il giovane Silvio, l'unico che la chiama amorevolmente Roe. Un giorno incontra e si innamora di Jimmy Santadio, figlio del brutale e feroce Don Santadio, con cui il padre Domenico è in una forte contesa di potere. Lei supplica con ostinazione il padre di riprendere i negoziati con i Santadio, permettendo il matrimonio con Jimmy, e don Domenico, dopo le prime ostinate reticenze, accetta ma senza raggiungere un risultato positivo. Disperati, Rose Marie e Jimmy si incontrano in un piccolo motel, dove chiamano Silvio perché possa intercedere presso il padre, prendendo tempo utile alla loro causa. Ma a questo punto scoppia una tragedia che segna tragicamente il destino della giovane e innocente Roe: Silvio viene attaccato e mostruosamente ucciso da Fonsa e Italo Santadio, i fratelli di Jimmy, appena uscito dal motel, e Don Clericuzio intuisce il loro coinvolgimento. Il giorno della veglia funebre, Jimmy si reca a Casa Clericuzio, e convince il padrino della sua innocenza, accordando il suo permesso per il matrimonio con Rose Marie, ma vieta ai suoi parenti di partecipare all'evento. È in quest'occasione che Rose Marie confessa di aspettare un figlio da Jimmy. Rose Marie e Jimmy si sposano in Casa Santadio, e Pippi le fa da testimone. Giunta la sera, quando la villa dei Santadio è ormai deserta, l'allegro Pippi introduce i cugini, figli di Don Domenico, all'interno della residenza, dove mascherati massacrano la famiglia Santadio per intero, e irrompono nella camera nuziale strangolando Jimmy. Rose Marie riconosce i fratelli e il cugino, impazzisce e sprofonda in un trauma e in una situazione di isteria da cui non si riprenderà mai più. Dopo un breve soggiorno nell'originaria Sicilia, torna negli Stati Uniti dove dà alla luce il figlio, Dante Clericuzio. Il padre spera che un giorno si risposi, ma il dolore in lei è troppo forte. Nel corso degli anni maledice la famiglia, nonostante il padre e i fratelli neghino il loro coinvolgimento nella strage famigliare, e racconta a Dante ogni dettaglio della loro triste vicenda. Con l'aggravarsi dell'sua salute psichica, don Domenico la fa ricoverare sovente in una clinica che ha contribuito a fondare. Durante i primi anni novanta, quando Don Clericuzio sta tessendo gli ultimi piani per trasferire la Famiglia Clericuzio nella legalità, le giunge la notizia che Pippi è stato assassinato a Los Angeles da un teppista di colore, ma lei intuisce il coinvolgimento del figlio Dante, desideroso di vendicare il padre, il nonno e gli zii. Dopo una forte crisi isterica, il padre la manda per l'ennesima volta in clinica, e quando Cross, il figlio di Pippi, uccide Dante, la famiglia le racconta che il figlio è scappato, ma Domenico è sicuro che un giorno lei capirà la verità, e allora non vi sarà speranza di un suo miglioramento mentale. Nel film omonimo è interpretata da Kristie Alley.

### Walter Wavven
Walter Wavven è il governatore del Nevada, da sempre in relazioni occulte con mafiosi e direttori di casinò. Sposato e padre di tre figli, è ancora ligio a vizi quali il gioco e le donne, che tende a nascondere abilmente a beneficio della sua immagine pubblica. Wavven è da anni l'ospite favorito dello Xanadu Hotel di Mr Alfred Gronevelt, e come politico rappresenta la speranza di questo magnate del gioco d'azzardo di introdurre in Nevada una legislazione molto favorevole ai casinò di Las Vegas, proponendo regolamenti accorti e presentandolo ai maggiori politici e giudici possibili da corrompere. La figlia primogenita del governatore, Marcy, un giorno viene uccisa dal fidanzato avuto all'università, Theo Takoski, proveniente da una famiglia modesta e che sogna di fare lo sceneggiatore teatrale e il chitarrista. L'avvenimento suscita un interesse mediatico molto forte, anche perché la difesa di Takoski sostiene che Marcy si sarebbe fatta numerosi altri amanti inducendo Theo alla gelosia e all'esasperazione, facendo leva soprattutto sul fatto di essere la figlia favorita del governatore del Nevada. Dopo che il giudice ha assolto l'assassino ritenendolo in quel momento incapace di intendere e di volere, Wavven si lascia andare a uno stato depressivo, beve e smette di curare la propria persona. Sostiene pubblicamente di essere uno zimbello, essendo riuscito a farsi prendere in giro da un poco di buono che ha fatto passare la figlia defunta per una poco di buono. Mr Gronevelt si preoccupa per la salute del governatore, temendo di perdere nella sua persona ogni possibilità di attuare i propri interessi professionali e lucrativi. Il politico intravede a sua volta in Gronevelt una possibilità di vendetta: conoscendo i suoi legami con i Clericuzio, lo informa che si riprenderà solo quando Takoski sarà morto, facendo un'implicita richiesta di omicidio. Il magnate informa così i Clericuzio a Quogue, che uccidono Takoski simulando un tentativo fallito di spaccio di droga. Wavven si presenta al funerale del giovane, facendo credere pubblicamente di averlo perdonato, e si rimette in sesto come promesso, accettando la candidatura al Senato da parte dei suoi amici, continuandoli a servire portando avanti tramite corruzione e scambi di favore la campagna di legalizzazione e di flessibilità giuridica e fiscale per il gioco d'azzardo. Nel film omonimo in cui è interpretato da Cliff De Young.

### Lia Vazzi
Lia Vazzi è un'importante mafioso della Sicilia, proveniente da una delle più colte e potenti famiglie dell'intera isola. Un giorno, il governo centrale di Roma conferisce a un magistrato siciliano i pieni poteri e supporto per sradicare Cosa Nostra, ma Lia prende la sua filippica pubblica d'esordio come un insulto personale, e programma la sua uccisione. A dispetto della scorta e delle imponenti misure di sicurezza, il mafioso scopre che il giudice deve recarsi nelle principali città e province sicule per adempiere i punti salienti del suo compito, e addirittura ne traccia con precisione l'itinerario. Minato pesantemente un ponte su cui il giudice ed il suo entourage, Lia riesce a eliminare il giudice, ma Roma gli dichiara guerra e sguinzaglia tutte le sue forze per catturarlo, vivo o morto. Negli anni '90, la famiglia Clericuzio invia Joseph e Cross De Lena per reclutare siciliani purosangue da impiegare nelle proprie schiere, venendo ricevuti dal sindaco mafioso di un paese poco distante da Palermo, il quale presenta le reclute migliori, tutti uomini alla ricerca di fortuna e ed ossequiosi della legge dell'omertà. Tra di essi vi è Vazzi, il quale viene accettato da Cross per la sua determinazione a sopravvivere e a garantire la serenità alla famiglia, sebbene per età e numero di figli non corrisponda ai principi stabiliti dalla Famiglia: Don Domenico infatti sostiene che un siciliano oltre i trentacinque anni e con più figli avrà difficoltà ad adattarsi e dimostrerà dubbi sull'assunzione dei rischi legati alla condizione di mafioso. Lia viene stabilito in un capanno per la caccia sulla Sierra Nevada, dove porta la famiglia, dedicandosi all'agricoltura e alla caccia, le sue passioni. Diviene cittadino statunitense, e a dispetto delle aspettative si adegua senza difficoltà alla società locale, impara a parlare un fluido e corretto inglese e manda i figli all'università. Il suo legame con il giovane Cross, che diviene suo superiore in seno alla Famiglia si fa sempre più stretto: i due diventano buoni amici, quasi padre e figlio. Per Cross, Lia non è il solito esecutore da comandare, ma un consigliere e un confidente informale, e per Vazzi il giovane è una piacevole e leale compagnia. In breve tempo, il siciliano diviene il killer per eccellenza del clan mafioso, il più capace e il meglio fidato. Insieme, Vazzi e Cross vendicano l'assassinio di Pippi De Lena, assassinato dal giovane Dante Clericuzio, nipote di Don Domenico, il quale intendeva vendicare l'assassinio del padre, Jimmy Santadio, avvenuto molti anni prima. Il padrino intuisce il loro coinvolgimento nella morte del nipote, e punisce Lia Vazzi allontanandolo dalla Famiglia e dagli Stati Uniti.
Appare anche nel film omonimo, per l'interpretazione di Conrad Dunn.

### Leonardo Sossa
Leonardo Sossa è un falsificatore di documenti molto abile al servizio della Famiglia Santadio, specializzato nella copia di calligrafie e sintassi, e nella stampa di banconote. Sa inoltre distinguere una calligrafia autentica da una copiata. Un giorno l'Fbi lo arresta insieme ai suoi complici, i quali si dichiarano colpevoli consegnandolo agli agenti federali, che lo condannano a vent' anni di carcere. Durante la detenzione, che dura appena un anno, divide la cella con un membro della Famiglia Clericuzio, il quale riesce a farlo rilasciare tramite la sostituzione dell'avvocato e la falsificazione di una perizia psichiatrica. Tornato in libertà, viene arruolato stabilmente dai Clericuzio, i quali lo impiegano nel giro di affari di Giorgio, signore del riciclaggio di denaro, il quale richiede i suoi servizi per inventare e ricopiare firme di funzionari inesistenti di grandi società internazionali nell'intento di depositare o ritirare ingenti quantità di denaro. Sossa è impiegato anche presso lo Xanadu Casino Hotel di Las Vegas quando un ricco giocatore muore lasciando un certo numero di pagherò allo sportello: poiché gli eredi non fanno fronte in tema di debiti di gioco, la somma può essere fatta passare per una perdita dalle tasse dell'hotel di Gronevelt. Le abilità di questo mafioso sono richieste anche quando i giocatori disconoscono i propri debiti o si accordano per saldare i debiti per una somma di gran lunga inferiore. I Clericuzio, che lo pagano profumatamente, gli vietano di prendere parte alla vecchia attività di falsificazione di banconote e ai rapimenti, giudicate troppo rischiose. Ricco, ben protetto e soddisfatto della propria vita, si ritira insieme alla sua capra, il suo cane e il suo gatto presso una località del Topanga Canyon, non lontano da Malibù, in California, dove per i successivi vent' anni si dedica in larga prevalenza alla pittura, e da cui viene richiamato una o due volte al mese per servire la Famiglia per un periodo di appena pochi giorni come soldato agli ordini di Crocifisso De Lena, giovane Bruglione dell'Ovest dei Clericuzio.

### Eli Marrion
Eli Marrion nasce negli anni dieci, nipote del fondatore della LoddStone Studios di Hollywood, una piccola casa di produzione cinematografica costituita negli anni venti per un valore di diecimila dollari. Il pioniere del cinema intendeva chiamarla Lode Stone Studios, ma per errore gli avvocati le diedero il nome di LoddStone. Eli è da sempre attratto dal potere supremo e da quanto di bello la ricchezza materiale possa offrire, e dimostra tutte le sue salde doti caratteriali e imprenditoriali nel momento in cui eredita la casa di produzione del nonno, trasformandola in una società dal valore di sette miliardi di dollari. Ora in cima a tutti i principali gruppi di produzione hollywoodiani, la LoddStone produce film di primo piano e garantisce un'entusiasmante carriera delle star più in vista del cinema, prima tra tutte la giovane e bella Athena Aquitane, avvalendosi di produttori quali Bobby Bantz, suo amministratore delegato e direttore generale, del produttore Skippy Deere e di Dita Tommey, famosa e apprezzata regista dalle tendenze lesbiche. Arricchitosi notevolmente con i fatturati della LoddStone, Eli compra una casa imponente e magnifica, con venti stanze ma con una sola camera da letto, e alcuni bungalow per gli ospiti, in cui tiene grandi feste e ricevimenti. Negli anni arriva a possedere un guardaroba di altissimo pregio, colleziona quadri d'autore e amanti belle e importanti. Inoltre fa donazioni generose agli ospedali di Los Angeles. Entrambi i suoi figli, Kevin e Dora, si immettono nel settore della produzione cinematografica: Kevin, figlio di una delle più vistose dive di Hollywood, non ha la competenza e l'avvedutezza del potente padre, e Dora, due volte divorziata, ha raggiunto il successo grazie al fatto che il padre Eli vuole assicurare un futuro ai due giovani nipoti che lei gli ha dato. All'età di ottant' anni, comincia a soffrire di disturbi cardiaci, ma rifiuta di ricevere un nuovo cuore per trapianto, delegando potere e influenza allo spietato affarista e produttore Bantz, il suo principale discepolo, a cui lascia in eredità la presidenza della LoddStone. Inoltre perde buona parte della sua scaltra freddezza di affarista, cedendo sempre di più a un senso di sentimentalismo. Nel 1990, la sua casa di produzione avvia un ambizioso e discusso progetto, il film Messalina, una revisione in chiave femminista della figura di Messalina, moglie dell'Imperatore romano Claudio, la cui sceneggiatura è firmata da Claudia De Lena, e che vede in Athena Aquitane, vincitrice di un Oscar, la protagonista assoluta. Ma i veri problemi per il film iniziano quando l'attrice, perseguitata dall'ex marito Boz Skannet, riceve serie minacce di morte: se la diva rifiuta di lavorare a questo punto della produzione, la LoddStone perderà cinquanta milioni di dollari, la metà di quanto è stato speso. Tutto a un tratto si fa avanti Crocifisso De Lena, fratello di Claudia e membro della Famiglia Clericuzio, il quale vuole immettersi nel settore del cinema comperando il film, e concedendo i diritti di distribuzione, confermando Deere al posto di produttore. Promette inoltre il pagamento delle ultime spese e il riconoscimento del cinque percento sui profitti. Marrion accetta l'accordo, specialmente poiché non crede che Cross potrà tenere a bada Boz, che viene trovato morto suicida poco dopo. La morte del marito di Athena è in realtà un'esecuzione compiuta dagli uomini di Cross. Appena Athena ritorna al lavoro, la LoddStone lotta per rimpadronirsi di Messalina, restituendo a Cross i suoi soldi e il dieci percento degli incassi lordi rettificati. Se dovesse rifiutare, lo studio gli farà causa in tribunale. Ma Cross è vincolato dalle severe disposizioni dello zio, il padrino Domenico Clericuzio, le quali impediscono ai membri del clan mafioso di risolvere i propri problemi tramite procedimenti giudiziari, pertanto è costretto ad accettare, rinunciando ai propri guadagni. Successivamente, Eli interviene nella questione relativa al romanziere Ernest Vail, il quale ha perso un sacco di soldi dalla produzione di un film tratto da un romanzo, per la quale gli era stato accordato il dieci percento dei guadagni netti: il magnate gli concede il due percento sul lordo fino a un massimo di venti milioni di dollari, ma Vail si suicida poco dopo in uno studio dentistico perché i figli possano godere dei diritti di sfruttamento cinematografico della sua opera. Il grande produttore muore per infarto cardiaco in un prestigioso di Los Angeles in cui si assistono le personalità hollywoodiane per eccellenza, assistito dall'infermiera Priscilla, che spera di farsi strada nel mondo del cinema. Ai suoi imponenti funerali partecipano l'alta società hollywoodiana, i rappresentanti delle maggiori case di produzioni olandesi, tedesche, italiane e svedesi. Altri ospiti di rilievo sono il Nunzio apostolico, il Ministro della Cultura francese, e il Capo del Personale della Casa Bianca. Nel film omonimo è interpretato da John Colicos.

## Trasposizioni in altri media
- L'ultimo padrino, prodotta negli Stati Uniti nel 1997 e diretta da Graeme Clifford.

## Edizioni
- Mario Puzo, L'ultimo padrino, Narratori Corbaccio ed., Cobaccio,  p. 486, ISBN 978-88-7972-224-7.